# 扬·维尔纳·丹尼尔森
揚·維爾納·丹尼爾森（挪威語：Jan Werner Danielsen，1976年4月10日－2006年9月29日），又名揚·維爾納，是一名挪威流行音樂和搖滾樂歌手，以其強而有力的聲線聞名。1994年，他在透過挪威廣播公司的節目Talentiaden贏得了兩場勝利之後，展開了他的歌唱生涯。
同時，在他30歲不幸去世之前，也是挪威唱片銷售量最高的歌手。

## 童星生涯
1988年，丹尼爾森以12歲的年紀獲得了第一次選秀比賽的優勝，並贏得了第一份唱片合約。
在這之後的幾年內，丹尼爾森在哈馬爾交響管弦樂團裡活躍。1992年，丹尼爾森取消了第二份合約的機會，轉而加入1994年於挪威利勒哈默爾舉行之冬季奧林匹克運動會的音樂錄製計劃中。

## 商業上的成功
在1994年，丹尼爾森成為冬季奧林匹克運動會音樂後製的一員，獲得了Talentiaden的勝利，並代表挪威在1994年歐洲歌唱大賽與伊麗莎白·安德森共同組成二重唱，成為該比賽第六屆的主打。
1995年，丹尼爾森發行了他的首張專輯《All By Myself》。該張專輯以三萬五千張的銷售量讓他獲得了金唱片獎。也就是從此時開始，大多數挪威人將"丹尼爾森"省略，直接以"揚·維爾納"稱呼之。第二張專輯《Inner Secrets》於1997年發行，銷售量亦達到一萬四千張，其中還包含一些丹尼爾森自己的創作。
丹尼爾森的第三張專輯《Music of the Night》於1999年發行，其原由來自廣為人知的音樂劇歌劇魅影。這張專輯與之前的專輯一樣取得了巨大的成功。而2003年所發行的《Singer of Songs》更完全打破了之前的數字，榮登挪威國內排行榜第二名，也成為迄今個人最佳的銷售紀錄，最終賣出了大約十萬張。
自1997年始，丹尼爾森與安德森展開了在挪威各地舉辦的聖誕巡迴演唱會。他們以 "Bettan & Jan Werner" 這個組合名稱廣為人知。在1999年和2000年， "Bettan & Jan Werner" 是挪威歷史上最家喻戶曉的聖誕巡迴演唱會。同時，兩人也在1999年一同發行了巡迴演唱會的專輯，就丹尼爾森個人來說，歌唱事業來到了顛峰時期。彷彿這樣還不夠似的，2003年，倫敦的皇家阿爾伯特音樂廳邀請丹尼爾森演唱巴赫的《Air》，一舉將他推向了生涯中另一個高峰。
至今，丹尼爾森所有的專輯在挪威，這個人口460萬人的國家裡，總銷售量已達到將近100萬張。

## 英年早逝
2006年9月29日，丹尼爾森的經紀人菲比·羅恩斯特發現丹尼爾森死於奧斯陸自宅內。此一消息立即震驚了挪威藝能界。丹尼爾森的家人否認他死於自殺，而當時他的新專輯剛剛製作完成，並已在家庭的全力支持與寄望下按照行程發行。該專輯短短一周就狂銷63,000張，榮登挪威世界之路榜單第一名，完全不輸給過去輝煌的紀錄。
在丹尼爾森的葬禮上，過去的名人和同事齊聚。葬禮之間，過去二重奏的搭檔安德森在秘密花園成員羅爾夫·勒夫蘭的鋼琴伴奏下，與丹尼爾森生前的聲音時空對唱你鼓舞了我。曲畢，在場的送葬者起立並報以感動的掌聲。後來，在其家人的出席下，丹尼爾森被安葬於山德教堂。然而，其家人希望能在挪威首都奧斯陸舉辦一場追思會，以期能讓更多人前來紀念這位已故的藝術家、演唱家，最後一次展現他生前諸多的光輝榮耀。
2007年1月，最初的驗屍報告出爐，指出丹尼爾森死於心臟衰竭，可能因肺部支氣管炎，以及身體疲勞之下負擔了過量的工作所致。

## 去世之後
2006年11月，丹尼爾森由其父，托爾-埃吉爾丹尼爾森親手執筆，備受爭議的自傳問世。2007年12月25日，與救世軍合作的聖誕節專輯《Eg Veit I Himmerik Ei Borg》首度公開，其中包括了某些以前從未發行，從各種音樂會和電視節目中擷取的珍貴真人錄音。
2010年11月22日，雙專輯《One More Time - The Very Best Of》發行。其中更有幾個全新的，以及從未收錄於其他專輯的音樂作品。在丹尼爾森去世之後，這些作品被其家人所發現，並隨後與環球音樂合作出版。這張專輯得到了聽眾與評論家普遍的好評。